# Ал-Кудс (ракета)
Ал-Кудс 101 е палестинска ракета с малък обсег, използвана от Палестинския ислямски джихад за удари по цели в Израел. Понякога са наричани и гаражни ракети, тъй като се сглобяват в домашни условия с подръчни материали. Ал-Кудс е подобна на друга гаражна ракета - Касам, използвана от Хамас. Обсегът ѝ вероятно не надвишава 5 км.
Известно е, че палестинците работят по ракети Ал-Кудс 2 и 4. Ал-Кудс 4 е много по-дълга от 101 и вероятно има доста по-голям обсег. Ракетата не разполага с никакви системи за насочване.